# Красавка (Тамалинский район)
Краса́вка — деревня Ульяновского сельсовета Тамалинского района Пензенской области. На 1 января 2004 года — 43 хозяйства, 95 жителей.

## География
Деревня расположена на северо-западе Тамалинского района, в 4 км северо-восточнее административного центра сельсовета села Ульяновка, расстояние до районного центра пгт. Тамала — 18 км.

## История
По исследованиям историка — краеведа Полубоярова М. С., деревня образована в конце XVIII века как посёлок крестьян, отселившихся от общины Кевдо-Вершина. С 1780 года — в Сердобском уезде Саратовской губернии, после 1795 года — в Чембарском уезде Пензенской губернии, с 1912 года — в Волче-Вражской волости Чембарского уезда Пензенской губернии. С 1955 года — в Липовском сельсовете Белинского района Пензенской области, затем передана в Ульяновский сельский совет Тамалинского района. В деревне располагалась бригада колхоза «Родина».

## Численность населения
| год                | 1795 | 1859 | 1877 | 1896 | 1912 | 1930 | 1951 | 1959 | 1979 | 1989 | 1996 | 2004 |
| ------------------ | ---- | ---- | ---- | ---- | ---- | ---- | ---- | ---- | ---- | ---- | ---- | ---- |
| количество жителей | 266  | 426  | 669  | 804  | 969  | 1238 | 316  | 319  | 156  | 76   | 88   | 95   |

## Улицы
- Степная.